# 諸石幸生
諸石 幸生（もろいし さちお、1948年6月26日 - 2022年4月9日）は、日本の音楽評論家。

## 人物・来歴
1948年佐賀県佐賀市に生まれる。1967年、佐賀県立佐賀北高等学校卒業。
早稲田大学法学部卒業。
学生時代にはオーケストラでトロンボーン奏者を経験する一方、夜にはバンドマンを務めたりもしていた。
大学卒業後は音楽鑑賞教育振興会に10年間勤務、義務教育課程における鑑賞指導法の研究・啓蒙に携わる一方、『演奏家大事典』の編纂にも従事していた
1984年にステレオサウンド社から創刊された『音楽通信』に創刊メンバーの1人として携わる《編集長には同じく音楽評論家の黒田恭一が就任したものの、半年で休刊となった》
以後、フリーの音楽評論家として、音楽専門誌、新聞、ライナーノーツへの執筆や、ラジオ放送におけるクラシック音楽関連番組へのパーソナリティ或いはゲスト解説者としての出演などの活動を行ってきている。
2022年4月9日　虚血性心不全で死去（73歳）

## 歴職など
- 武蔵野音楽大学講師（音楽学）
- ホテルオークラ音楽賞選考委員
- エクソンモービル音楽賞・洋楽部門選考委員
- レコード・アカデミー賞（音楽之友社『レコード芸術』）選定委員長
- ステレオサウンド社『StereoSound』連載コーナー「SS MUSIC REVIEW & ESSAY New Discs」クラシック音楽ＣＤ担当選者

## 出演番組
- ベストオブクラシック（NHK-FM；NHK交響楽団定期公演生放送時のゲスト解説者として等）
- FM40　クラシック･スペシャル（NHK-FM＝2009年3月1日放送；司会進行役として）[2]
- 20世紀の名演奏（NHK-FM；司会進行役として）…1993年4月の放送開始以来司会進行役を務めてきた黒田恭一が2009年5月29日に死去したことに伴い、その後継として2010年3月の放送終了まで司会進行役を担当。番組はそのまま「名演奏ライブラリー」と改題されて、翌４月から続行(諸石は2016年３月降板)

## 著書
- 『トスカニーニ―その生涯と芸術』(音楽之友社、1989)
- 『クラシック新鮮組―明日の名演奏家250名の音楽ポートレート』(JICC出版局、1992)
- 『クラシック最新の名演名盤1001』(講談社+α文庫、1998)
- 『クラシックがわかる超名盤100』(音楽之友社、2005)

### 共編書
- 『理想の室内オーケストラとは！―水戸室内管弦楽団での実験と成就』（小澤征爾・吉田秀和共著、音楽之友社、2002）
- 『極上のオーケストラ鑑賞ガイド』（山田治生,出谷啓,近藤憲一共著、宮本文昭監修、草思社、2008）